# Josef Kerpes
Josef Kerpes (* 1910; † 1985) war ein deutscher Kommunalpolitiker (CSU). Er war von 1957 bis 1972 Landrat des Landkreises Aschaffenburg und von 1966 bis 1970 ein Mitglied des Bezirkstages in Unterfranken.

## Werdegang
Der promovierte Kerpes übernahm nach der Suspendierung des Aschaffenburger Landrats Willy Grömling (CSU) am 6. März 1953 zunächst als stellvertretender Landrat die Amtsgeschäfte. Nach der Dienstenthebung Grömlings wurde er 1957 in Direktwahl zu dessen Nachfolger im Amt des Landrats des Landkreises Aschaffenburg gewählt und 1963 sowie 1969 bestätigt. Bei der Kommunalwahl 1972 nach Inkrafttreten der Kreisgebietsreform trat er nicht mehr an.